# Miguel Ángel Cámara
Miguel Ángel Cámara Botía (Orihuela, 6 de mayo de 1955) es un químico y Catedrático de la Universidad de Murcia. Entre 1995 y 2015 fue alcalde de la ciudad de Murcia. Igualmente durante dicho periodo fue secretario general del Partido Popular de la Región de Murcia.

## Biografía
Cámara se doctoró en Ciencias Químicas por la Universidad de Murcia en 1981, obteniendo también un año más tarde el título de Diplomado en Administración de empresas por la Universidad Politécnica de Madrid.
Ejerció la docencia en la Universidad de Murcia a partir de 1978, pasando en 1985 a ser Profesor Titular de Química Agrícola de esta misma Universidad, en la que obtuvo en 2018 la cátedra de Edafología y Química Agrícola.
En 1987 fue elegido concejal del Ayuntamiento de Murcia, municipio en el que fue elegido alcalde en 1995, un cargo que revalidaría sucesivamente hasta 2015. De igual modo en aquellos años sería también secretario general del Partido Popular de la Región de Murcia y Presidente de la Federación de Municipios de la Región de Murcia.
En mayo de 2012 fue imputado por un presunto delito de prevaricación administrativa dentro de las investigaciones del caso 'Umbra', que investiga una presunta trama de corrupción urbanística en el municipio de Murcia, en el que también fueron imputados el entonces concejal de Urbanismo del Ayuntamiento de Murcia; el dueño del Real Murcia, Jesús Samper y María Isabel Fernández, jefa de la Oficina de Gobierno Local de Murcia y mujer del antiguo director de la Gerencia de Urbanismo, Alberto Guerra. Finalmente fue absuelto en 2018.

## Otros cargos desempeñados
- Secretario del Colegio Oficial de Doctores y Licenciados en Ciencias y Letras de Murcia (1980-1987).
- Presidente de la Asociación Profesional de Profesores Titulares de la Universidad de Murcia (1985-1986).
- Consejero del Ente de Radio Televisión Murciana (1991-1994).
- Responsable de la Comisión Regional de Educación de Alianza Popular (1983-1984).
- Secretario de Acción Territorial de la Junta Local del Partido Popular de Murcia (1984).
- Vicepresidente de la Junta Local del Partido Popular de Murcia (1987-1988).
- Secretario Regional de Organización del Partido Popular (1987-1989).
- Secretario General del Partido Popular de la Región de Murcia desde la celebración del VIII Congreso Regional de 1990, y reelegido en el IX, X y XI Congreso de los años 1993, 1996 y 1999 respectivamente.
- Vocal de la Junta Directiva Nacional del Partido Popular, elegido en el XII Congreso Nacional celebrado en enero de 1996.
- Miembro del Consejo Federal de la Federación Española de Municipios y Provincias desde 1995.
- Presidente del Comité Organizador de los Juegos Olímpicos de la Juventud Europea Murcia 2001.
- Presidente de la Comisión de Medio Ambiente y Ecología de la Federación Española de Municipios y Provincias 1999-2003.
- Presidente de la Comisión de Educación de la Federación Española de Municipios y Provincias desde 2003.